# Federación Salvadoreña de Fútbol
Federación Salvadoreña de Fútbol ordnar med den organiserade fotbollen i El Salvador. Förbundet bildades 1935, och anslöts till Fifa 1938.
I november 2010 startade förbundet sin första damliga.

### Fotnoter
1. ↑  laprensagrafica.com Arkiverad 13 mars 2012 hämtat från the Wayback Machine.; Football finally has a women's league